# Dr. Mason's Temptation
Dr. Mason's Temptation est un film muet américain réalisé par Frank Lloyd et sorti en 1915.

## Fiche technique
- Titre : Dr. Mason's Temptation
- Réalisation : Frank Lloyd
- Scénario : Frank Lloyd, d'après une nouvelle de Hugh C. Weir
- Production : Carl Laemmle pour Universal Film Manufacturing Company
- Genre : Film dramatique
- Date de sortie :
  - États-Unis : 22 août 1915

## Distribution
- Millard K. Wilson : Dr. Mason
- Olive Carey : Mrs Mason
- Marc Robbins : Abner Stebbins